# Ambroży Rakowski
Ambroży Rakowski herbu Trzywdar – szambelan królewski, starosta stężycki w latach 1787–1793, konsyliarz konfederacji targowickiej z województwa kijowskiego.
W 1788 roku został kawalerem Orderu Świętego Stanisława.